# 海津村
海津村（かいつむら）は、滋賀県高島郡にあった村。現在の高島市マキノ町海津・マキノ町西浜にあたる。

## 地理
- 山岳：山崎山、東山
- 湖沼：琵琶湖
- 河川：中ノ川
- 岬：海津大崎

## 歴史
- 1889年（明治22年）4月1日 - 町村制の施行により、海津町・西浜村の区域をもって発足。
- 1955年（昭和30年）1月1日 - 剣熊村・西庄村・百瀬村と合併してマキノ町が発足。同日海津村廃止。

## 交通

### 鉄道路線
現在は旧村域に湖西線のマキノ駅が所在するが、当時は未開業。

### 道路
- 国道161号